# Tis of Thee
Tis of Thee är en sång av den amerikanska artisten Ani DiFranco, på albumet Up Up Up Up Up Up från 1999. Den är 4 minuter och 42 sekunder lång. Sången handlar om medelklassmentaliteten i USA.
Titeln anspelar på My Country, 'Tis of Thee, en patriotisk amerikansk sång som var nationalsång under stora delar av 1800-talet.
Den svenska artisten Lars Winnerbäck har gjort en cover på sången, med namnet Du gamla fria nord på albumet Kom.